# TB or Not TB
"TB or not TB" četvrta je epizoda druge sezone Foxove medicinske drame Dr. House emitirana premijerino 1. studenog 2005. Scenarij potpisuje David Foster, a režiju Peter O'Fallon. Sam naslov epizode, "TB or nor TB" je aluzija na slavni Hamletov govor Biti ili ne biti (To be or not to be na engleskom) iz istoimene Shakespeareove tragedije.

## Sinopsis
Sebastian Charles je svjetski poznati liječnik koji pomaže siromašnoj djeci u Africi. Tijekom govora kojim je trebao uvjeriti farmaceutske tvrtke da pošalju još lijekova u Afriku, on gubi svijest i sruši se, te ga odvode u bolnicu. Sam Charles i dr. Cuddy smatraju kako boluje od tuberkuloze, no House brzo odbaci tu dijagnozu.
Nakon što mu daju lijekove za tuberkulozu, Charles ih odbija uzeti nadajući se kako će to donijeti dodatni publicitet njegovoj priči i uputiti velike farmaceutske tvrtke na njegov slučaj. Kada House čuje te vijesti, on poludi. 
Unatoč konfliktu s Houseom i stalnim nagovaranjima, Charles i dalje odbija uzeti lijekove i brzo postane dezorijentiran. Uskoro pozove novinare u svoju sobu kako bi dao intervju i pokazao kako žive i umiru od tuberkuloze u Africi, a House mu zbog toga odluči dati tretman i uvjete kakve cijelo vrijeme želi. On uleti u sobu, isključi mu televiziju, uzme mobitel i pojača grijanje.
Prije odlaska iz sobe, približi lice kameri i uzvikne kako Charles nema tuberkulozu. Tada se vrati natrag u svoj ured gdje vidi Foremana kako gleda intervju. Iako ga prisili da mu se ispriča, House uoči nešto čudno na ekranu. Unatoč tome što je u sobi pakleno, Charles se ne znoji, a lice mu je blijedo. Tada shvati kako Charles doista ima tuberkulozu, ali ne samo to. Brzo odlazi do njegove sobe gdje Charles dobije srčani udar, no dr. Cameron, koja je razvila određene simpatije prema njemu, uspije ga oživiti.
House tada objasni kako Charles, uz tuberkulozu, ima ekstremno mali tumor na gušterači, nesidioblastom, zbog čega mu je broj stanica koje luče inzulin abnormalno povećan. Ovaj problem uzrokuje neredovito lučenje inzulina, a on se luči uglavnom kad je pacijent pod stresom. 
House i njegov tim odvode Charlesa na operaciju. Ubrizgaju mu kalcij u gušteraču zbog čega će beta stanice početi lučiti inzulin. Ako je prisutan tumor, broj beta stanica će biti prevelik i Charlesu će brzo opadati količina šećera u krvi. Upravo se to i dogodilo, tako da je Charles brzo odveden na operaciju kojom su mu uklonili tumor iz tijela. 
Nakon oporavka, Charles poziva dr. Cameron da pođe s njim u Afriku, no ona odbija ponudu. House zaključi kako je to jer Charles više ne umire, što mu dr. Cameron pokušava opovrgnuti. Na kraju epizode, Charles održi još jednu press konferenciju nakon koje odlazi natrag u Afriku.

## Glumačka postava

### Glavni glumci
- Hugh Laurie kao Gregory House
- Robert Sean Leonard kao James Wilson
- Lisa Edelstein kao Lisa Cuddy
- Omar Epps kao Eric Foreman
- Jesse Spencer kao Robert Chase
- Jennifer Morrison kao Allison Cameron

### Gostujući glumci
- Ron Livingston kao Dr. Sebastian Charles
- Andrea Bendewald kao Cecilia Carter
- Ken Weiler kao Jerry
- Mary Wickliffe	kao Mandy
- Hansford Prince kao Bogale
- Joram Moreka kao Otac
- Harry F. Brockington IV kao Dahoma

## Zanimljivosti
- Ime farmaceutske tvrtke koja sponzorira dr. Charlesa je "Stoia". Ime prvog asistenta redatelja serije je Chris Stoia.

## Reference na druge medije
- House tijekom epizode postavi pitanje ide li gumb do broja 11, što je referenca na komediju This Is Spinal Tap iz 1984.

## Glazba
- Pjesma koja se svira tijekom odjavne špice je "Stranger In A Strange Night" Leona Russella.

## Vanjske poveznice
- FOX.com-House official site  Arhivirana inačica izvorne stranice od 23. svibnja 2012. (Wayback Machine)
- Television Without Pity-House recaps  Arhivirana inačica izvorne stranice od 24. studenoga 2007. (Wayback Machine)
- House Episode Guide at epguides.com
- TVGuide's Page: Full list of House Episodes
- House M.D. Guide
- "House M.D." IMDB Profile
- Medical Reviews of House: TB or Not TB  Arhivirana inačica izvorne stranice od 28. kolovoza 2009. (Wayback Machine)